# NU 자야마치 플러스

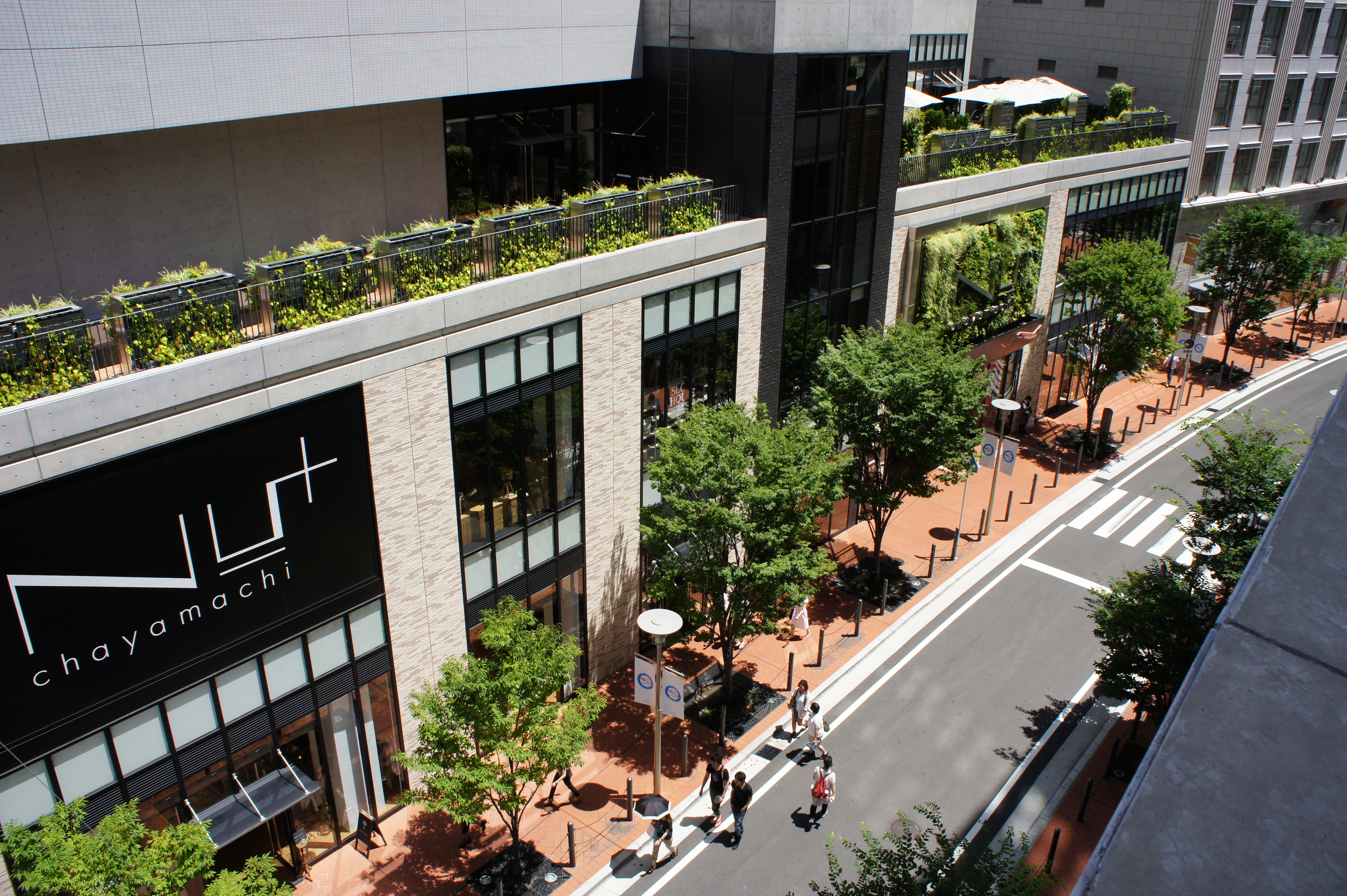
NU 자야마치 플러스

NU 자야마치 플러스(일본어: -茶屋町プラス, 영어: NU chayamachi＋)는 한큐 전철이 경영하는 패션 빌딩 중 하나이다. 오사카부 오사카시 기타구 자야마치 통칭 한큐촌으로 불리는 지역에 소재한다. 2011년 4월 29일 NU 자야마치 건너편에 오픈했다.